# Blade (filmserie)
Blade-filmerna är baserade på Marvel Comics karaktären Blade. Blade spelas i filmerna av Wesley Snipes och den första filmen utkom 1998, den andra 2002 och den tredje 2004. De var skrivna av David S. Goyer, Marv Wolfman, och Gene Colan och regisserade av Stephen Norrington, Guillermo del Toro och David S. Goyer, i den ordningen. Filmerna distribuerades av New Line Cinema.
Karaktären skapades 1973 av Marvel Comics-författaren Marv Wolfman och tecknaren Gene Colan som en extrakaraktär i 70-tals serietidningen Tomb of Dracula. I serien blir Blades mamma biten av en vampyr just då hon ska föda Blade, därför föds Blade som en dhampyr, en människa med vampyrgener.

## Skådespelare och karaktärer
| Karaktär          | Film               | Film               | Film                 | Film |
| Karaktär          | Blade              | Blade II           | Blade: Trinity       |      |
| ----------------- | ------------------ | ------------------ | -------------------- | ---- |
| Blade             | Wesley Snipes      | Wesley Snipes      | Wesley Snipes        |      |
| Abraham Whistler  | Kris Kristofferson | Kris Kristofferson | Kris Kristofferson   |      |
| Deacon Frost      | Stephen Dorff      |                    |                      |      |
| Eli Damaskinos    |                    | Thomas Kretschmann |                      |      |
| Jared Nomak       |                    | Luke Goss          |                      |      |
| Dracula / Drake   |                    |                    | Dominic Purcell      |      |
| Dr. Karen Jenson  | N'Bushe Wright     |                    |                      |      |
| Nyssa Damaskinos  |                    | Leonor Varela      |                      |      |
| Abigail Whistler  |                    |                    | Jessica Biel         |      |
| Hannibal King     |                    |                    | Ryan Reynolds        |      |
| Dieter Reinhardt  |                    | Ron Perlman        |                      |      |
| Asad              |                    | Danny John-Jules   |                      |      |
| Chupa             |                    | Matt Schulze       |                      |      |
| Scud              |                    | Norman Reedus      |                      |      |
| Mercury           | Arly Jover         |                    |                      |      |
| Vanessa Brooks    | Sanaa Lathan       |                    |                      |      |
| Raquel            | Traci Lords        |                    |                      |      |
| Gitano Dragonetti | Udo Kier           |                    |                      |      |
| Danica Talos      |                    |                    | Parker Posey         |      |
| Dr. Edgar Vance   |                    |                    | John Michael Higgins |      |
| Jarko Grimwood    |                    |                    | Triple H             |      |
| Asher Talos       |                    |                    | Callum Keith Rennie  |      |

## Utgivande

### Bio
| Film            | Premiärdatum | Premiärdatum    | Biointäkter  | Biointäkter  | Biointäkter  | Bioranking | Bioranking          | Ref.  |
| Film            | Hela världen | USA             | USA          | Utanför USA  | Hela världen | Totalt USA | Totalt hela världen | Ref.  |
| Blade           | 1998         | 21 augusti 1998 | $70 087 718  | $61 095 812  | $131 183 530 | #675       | -                   | [ 1 ] |
| Blade II        | 2002         | 22 mars 2002    | $82 348 319  | $72 661 713  | $155 010 032 | #519       | -                   | [ 2 ] |
| Blade: Trinity  | 2004         | 8 december 2004 | $52 411 906  | $76 493 460  | $128 905 366 | #975       | -                   | [ 3 ] |
| Blade filmserie |              |                 | $204 847 943 | $210 250 985 | $415 098 928 |            |                     |       |

### Mottagande
| Film           | Rotten Tomatoes       | Rotten Tomatoes      | Metacritic           | Yahoo! Movies       |
| Film           | Totalt                | Topprecensenter      | Metacritic           | Yahoo! Movies       |
| Blade          | 54% (178 recensioner) | 50% (36 recensioner) | 45% (38 recensioner) | B- (13 recensioner) |
| Blade II       | 57% (180 recensioner) | 80% (38 recensioner) | 52% (39 recensioner) | B (15 recensioner)  |
| Blade: Trinity | 26% (213 recensioner) | 30% (37 recensioner) | 38% (38 recensioner) | C (13 recensioner)  |